# Abraham van Strij
Abraham van Strij, né le 31 décembre 1753 à Dordrecht où il est mort le 7 mars 1826, est un peintre néerlandais.

## Biographie
Fils du peintre et illustrateur de Dordrecht Leendert van Strij et de Catharina Smak, Abraham van Strij a reçu, comme son frère, Jacob, sa première formation de peintre de son père. Il a été ensuite été l’élève de Joris Ponse. Il a également étudié un certain temps à l’Académie de peinture d’Anvers.
Comme son père, De Strij a initialement été un peintre de décorations murales et de panneaux décoratifs, une forme d’art, qu’il pratiquait avec son frère Jacob. Il a en outre peint des portraits, des paysages, et il était surtout connu pour ses peintures d’intérieur. Il était spécialisé dans la reprise des techniques picturales du siècle d'or hollandais.
En 1783, van Strij a épousé Sophia Catharina Vermeulen, et leur fils Abraham van Strij fut également peintre à Dordrecht.

## Œuvre
- La Leçon de dessin (1790-1809), huile sur panneau, 25 × 120 cm, Rijksmuseum, Amsterdam[1]
- La Femme au foyer (1800-1811), huile sur panneau, 56 × 149 cm, Rijksmuseum, Amsterdam[2]
- Hendrik Weymans et sa famille (1816), huile sur panneau, 70 × 85 cm, Musée de Dordrecht[3]
- Une vendeuse de cerises à la porte (1816), huile sur panneau, 73 × 59 cm, Rijksmuseum, Amsterdam[4]
- Abraham van Strij jr. (1790-1840) dans son atelier (1825), huile sur panneau, 16 × 13 cm, Rijksmuseum Twenthe, Enschede
- Intérieur d'une ferme, avec une vieille femme lisant la Bible, huile sur panneau, 63 × 52 cm, National Trust, Cragside, Northumberland

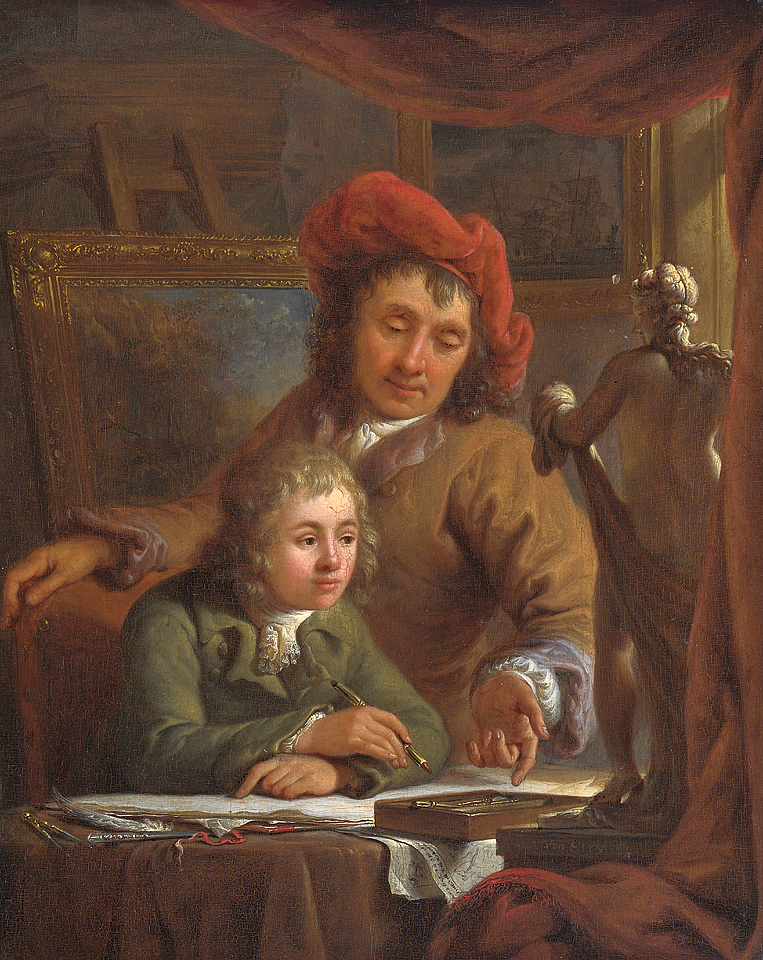
La Leçon de dessin (1790-1809) Rijksmuseum, Amsterdam
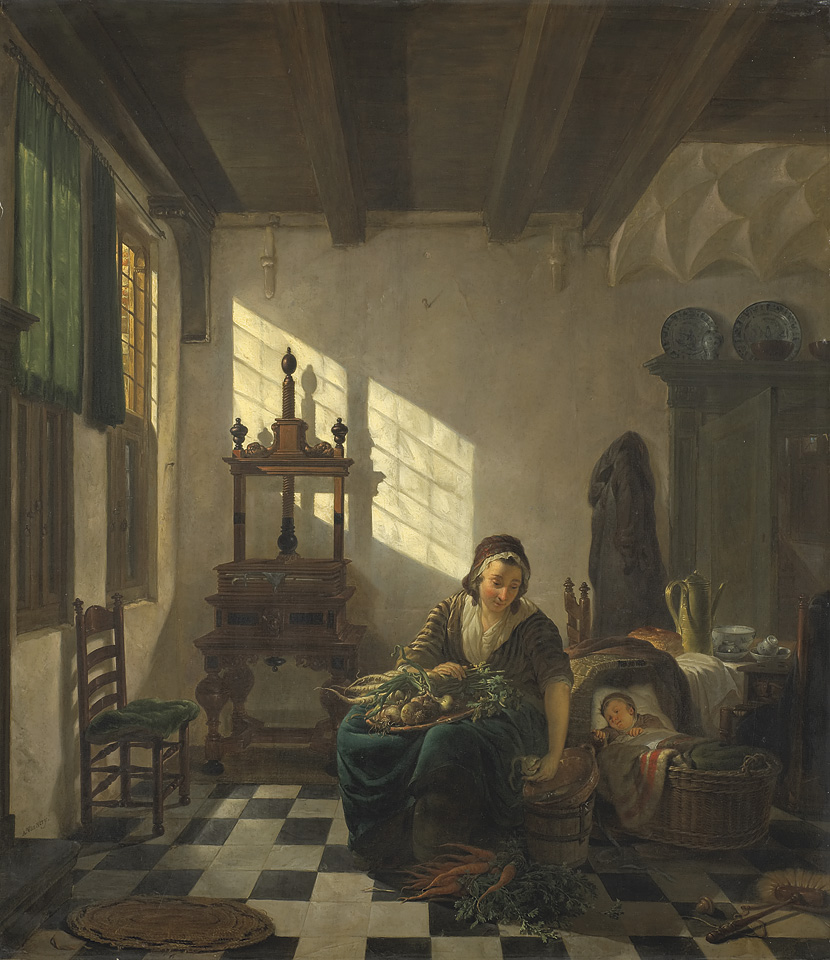
La Femme au foyer (1800-1811) Rijksmuseum, Amsterdam
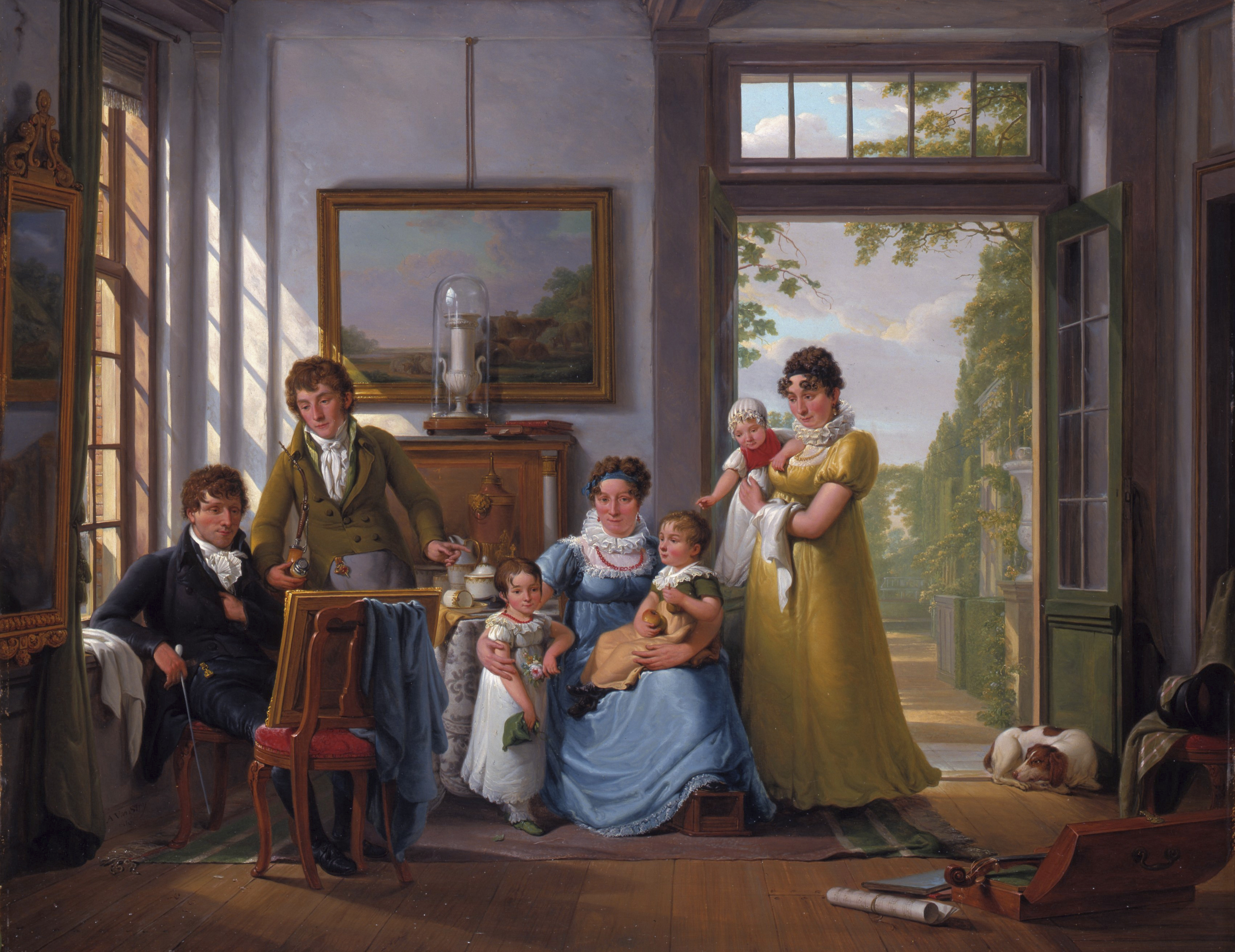
Hendrik Weymans et sa famille (1816) Musée de Dordrecht
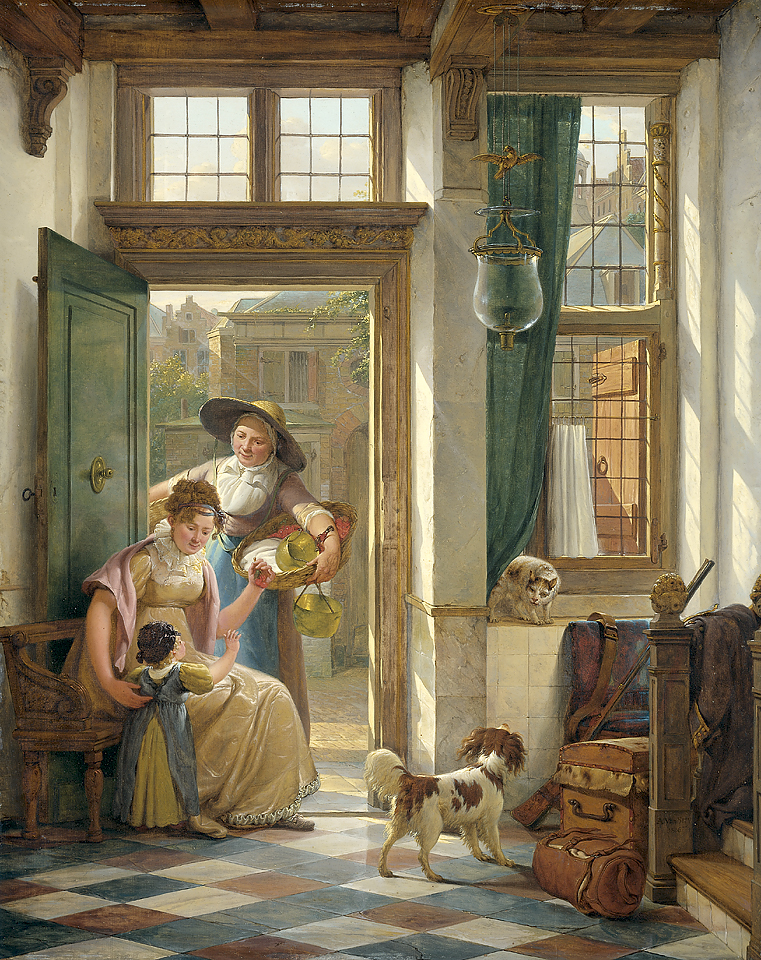
Une vendeuse de cerises à la porte (1816) Rijksmuseum, Amsterdam
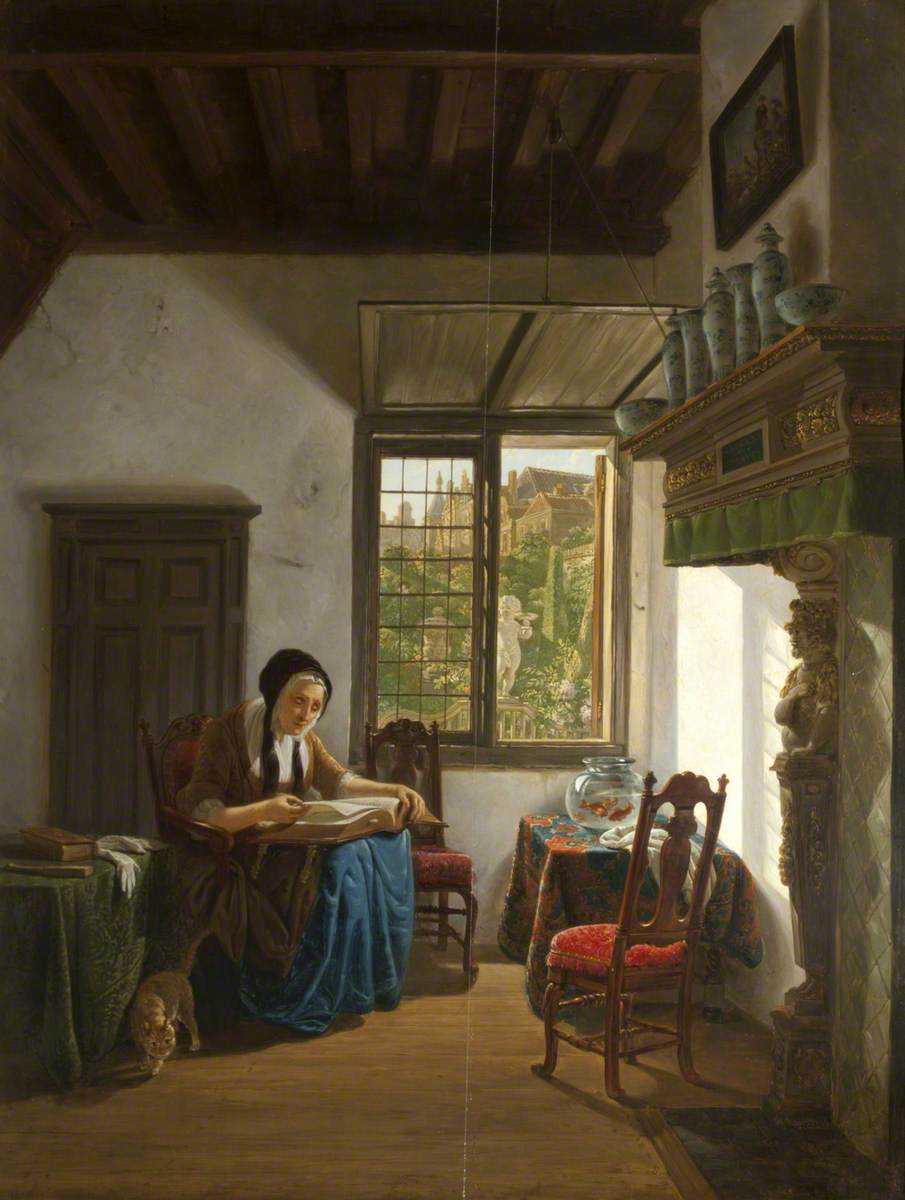
Vieille femme lisant la Bible Cragside, Northumberland